# Teatro Estefanía Chávez Barragán
El Teatro Estefanía Chávez Barragán, antes conocido como Teatro Carlos Lazo, es el foro escénico de la Facultad de Arquitectura de la Universidad Nacional Autónoma de México, ubicado en Ciudad Universitaria en la Ciudad de México.

## Historia
Su construcción fue contemplada como parte de Ciudad Universitaria a principios de los años cincuenta. En 1960 fue inaugurado y fue sede del Teatro Estudiantil; la primera puesta en escena fue Despertar de primavera, con la dirección de Juan José Gurrola. En 1979 fue remodelado y equipado y el Taller Coreográfico de la UNAM fue el evento de reinauguración, dirigido por Gloria Contreras. 
En  2021, las Mujeres Organizadas de la Facultad de Arquitectura logran renombrar el Teatro Carlos Lazo como Teatro Estefanía Chávez Barragán como homenaje póstumo a la trayectoria de la arquitecta mexicana.

## Características
Cuenta con capacidad para 361 personas y cuenta con equipo de iluminación y sonido para actividades escénicas como teatro, danza o conciertos. 